# National Party of Europe
Le National Party of Europe (NPE) est une initiative prise par un certain nombre de partis politiques en Europe au cours des années 1960 pour contribuer à renforcer la coopération transfrontalière et à œuvrer en faveur de l'unité européenne. 
Sous la direction d'Oswald Mosley, un leader fasciste britannique d'avant-guerre qui est retourné à la politique après la Seconde Guerre mondiale, le groupe visait à rassembler et à fusionner un certain nombre de groupes d'extrême droite de tout le continent, qui partageaient tous au moins un certain engagement en faveur d'un nationalisme européen plus large. Le groupe n'a pas réussi à atteindre ses objectifs car la plupart de ses groupes membres ont préféré conserver leur indépendance.

## Histoire
L'idée d'un NPE a commencé lorsque Oswald Mosley a lancé sa campagne Europe a Nation après la Seconde Guerre mondiale, à une époque où des contemporains tels que Jean Thiriart s'intéressaient également à l'européanisme. Des tentatives ont ensuite suivi pour coordonner cette croissance du nationalisme paneuropéen, bien que le Mouvement social européen et le Nouvel ordre européen soient des réseaux minoritaires et qu'une alliance plus concrète soit demandée.

Les signataires de la conférence de Venise le 4 mars 1962 sont de gauche à droite : Jean Thiriart de Jeune Europe, Adolf von Thadden du Parti impérial allemand, Oswald Mosley de l’Union Movement, un inconnu, Giovanni Lanfre du Mouvement social italien.

L'idée s'est concrétisée à la Conférence de Venise en 1962 lorsque les dirigeants du Union Movement, du Parti impérial allemand, du Mouvement social italien, de Jeune Europe et du Mouvement d'action civique se sont réunis pour former ce groupe. La Déclaration européenne de Venise, publiée le 1er mars 1962, avait les dix objectifs suivants :
- La création de l’Europe une nation à travers un gouvernement européen commun.
- La création d'un parlement européen élu.
- La continuation des parlements nationaux avec leur autorité limitée aux questions sociales et culturelles.
- L'économie doit être guidée par le mécanisme des prix et des salaires afin d'assurer des salaires justes et une croissance économique équitable.
- La création d'une alternative économique au capitalisme et au communisme.
- Plus de contrôle des travailleurs et moins de bureaucratie dans les industries nationalisées.
- Le retrait des forces américaines et soviétiques d'Europe.
- Fin du rôle des Nations unies, des États-Unis, de l'URSS et l'Europe jouant le rôle de trois égaux.
- Décolonisation avec la volonté de mettre en place des gouvernements mono-ethniques dans les anciennes colonies.
- L’Europe doit être définie comme un territoire continental en dehors de l’URSS, du Royaume-Uni, des territoires d’outre-mer et environ un tiers de l’Afrique.

La conférence a également décidé que chaque parti membre chercherait à changer son nom en NPE ou son équivalent local, que le nouveau groupe aurait pour devise «Progrès - Solidarité - Unité» et que le Flash and circle servirait d'emblème au mouvement.
Malgré les grandes ambitions, l’idée n’a pas abouti. Le Mouvement social italien et le Parti national-démocrate d'Allemagne, successeur du Parti impérial allemand, ont refusé de changer de nom et ont simplement créé un bureau de liaison permanent. Pendant ce temps, Thiriart s'éloigne de plus en plus du NPE et se dirige vers le national-communisme. De plus, bon nombre des principaux groupes néo-fascistes en Europe ne participaient pas au NPE. Pendant ce temps, Mosley avait peu de contacts quotidiens avec l'Union Movement depuis sa base en France et il s'est complètement retiré de la politique après sa piètre performance à Shoreditch et à Finsbury lors des élections générales de 1966, faisant dissoudre le NPE.
Un groupe appelé European Action continue de militer pour les objectifs du NPE par le biais de son journal du même nom, édité par Robert Edwards, bien qu’il s’agisse d’un mouvement presque exclusivement britannique.